# (941) Murray
(941) Murray és un asteroide del cinturó principal descobert per l'astrònom Johann Palisa en 1920 des de l'observatori de Viena, Viena (Àustria).
Porta el seu nom en honor de l'humanista britànic Gilbert Murray (1866-1957).
La seva distància mínima d'intersecció de l'òrbita terrestre és d'1,24363 ua. El seu TJ és de 3,294.
Les observacions fotomètriques recollides d'aquest asteroide mostren una variació de lluentor de 11,55 de magnitud absoluta.